# Український науковий інститут у Берліні

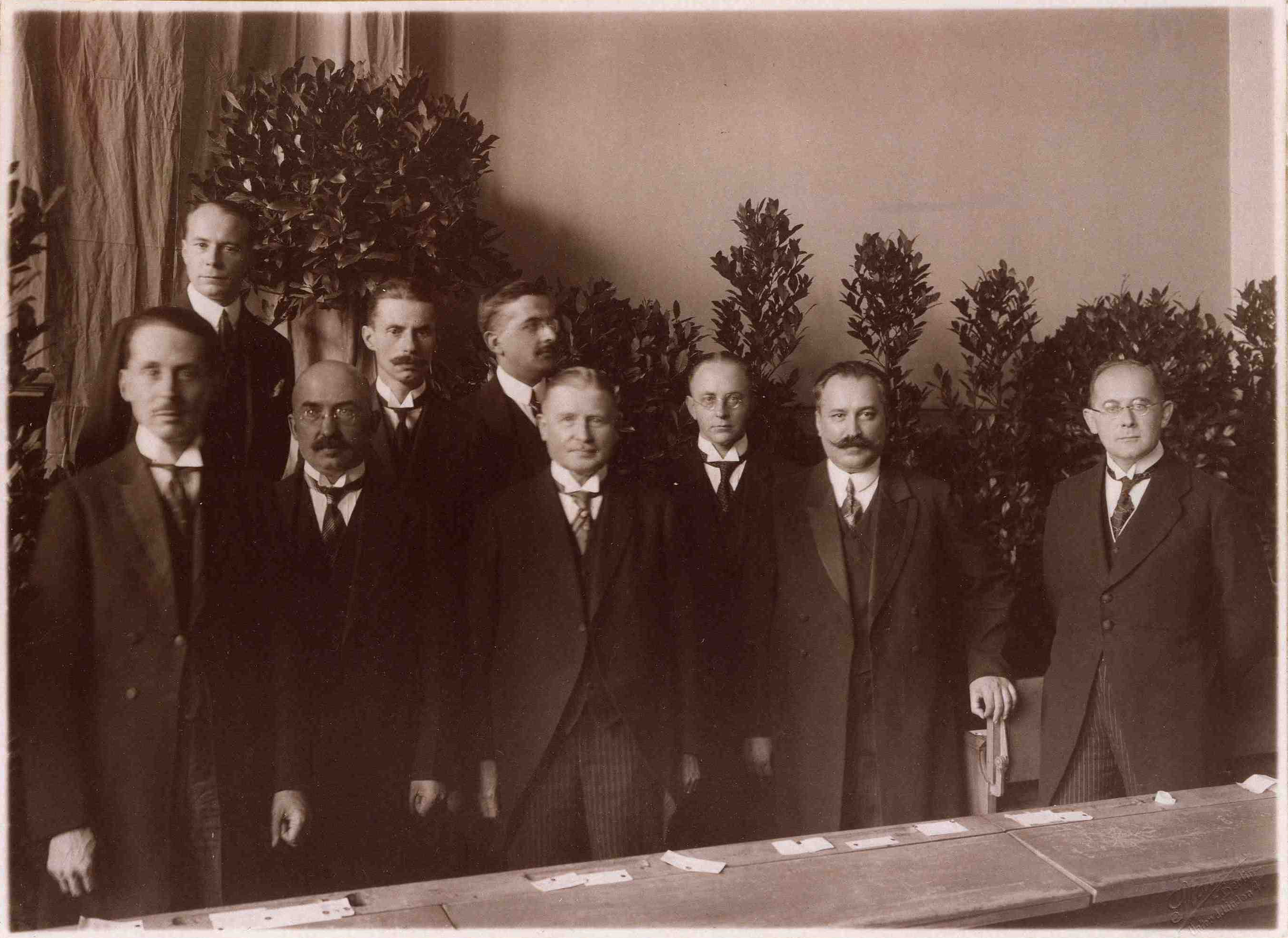
Члени-засновники і професори Українського наукового інституту в Берліні. 1-й ряд (зліва направо): В. Коростовець, О. Скоропис-Йолтуховський, ген. Ґренер, Макс Фасмер, Д. Дорошенко, Келлєр; 2-й ряд: В. Залозецький-Сас, В. Липинський, І. Мірчук, 1927 рік

Украї́нський науко́вий інститу́т у Берліні — наукова установа, заснована 1926 з ініціативи гетьмана Павла Скоропадського, яку підтримав генерал В. Ґренер. Завданням інституту було ширення серед німців (зокрема наукового) світу відомостей про Україну й український народ, дослідження взаємин України з західними країнами, зокрема Німеччиною, в минулому і сучасному і допомога українським студентам і науковцям у студіях і дослідах.

## Діяльність
За першого періоду своєї діяльності (до 1931) директор Інституту був Дмитро Дорошенко, куратором генерал В. Ґренер (його заступником — О. Скоропис-Йолтуховський). Інститут був субсидійований товариством Verein zur Förderung der ukrainischen Kultur und Wissenschaft. Його діяльність майже занепала 1930 через економічну кризу.
За другого періоду Інститут перейшов на бюджет Міністерства Освіти і став німецькою державною установою, — але це не змінило його українського характеру. Директором інституту став Іван Мірчук, кураторами були: до 1934 — Вільгельм Ґренер, з 1934 — А. Пальме, з 1939 — Г. Ґерулліс. З 1930-их років інститут поставив собі за головне завдання інформувати про Україну й активізувати українське питання на території Центральної і Західної Європи. З цією метою інститут влаштовував (головно в Берлінському Університеті) лекції німецьких і українських науковців; члени інституту читали систематичні курси з різних ділянок українознавства, влаштовували виставки для широкої публіки: «україніки» в німецькій пресі, української графіки (організовану Д. Антоновичем), географічних карт України (під керівництвом В. Кубійовича) та ін.; інформували про українські проблеми зацікавлені установи, зокрема готували українські матеріали до німецьких енциклопедій. Бібліотека Інституту нараховувала близько 35 000 томів.

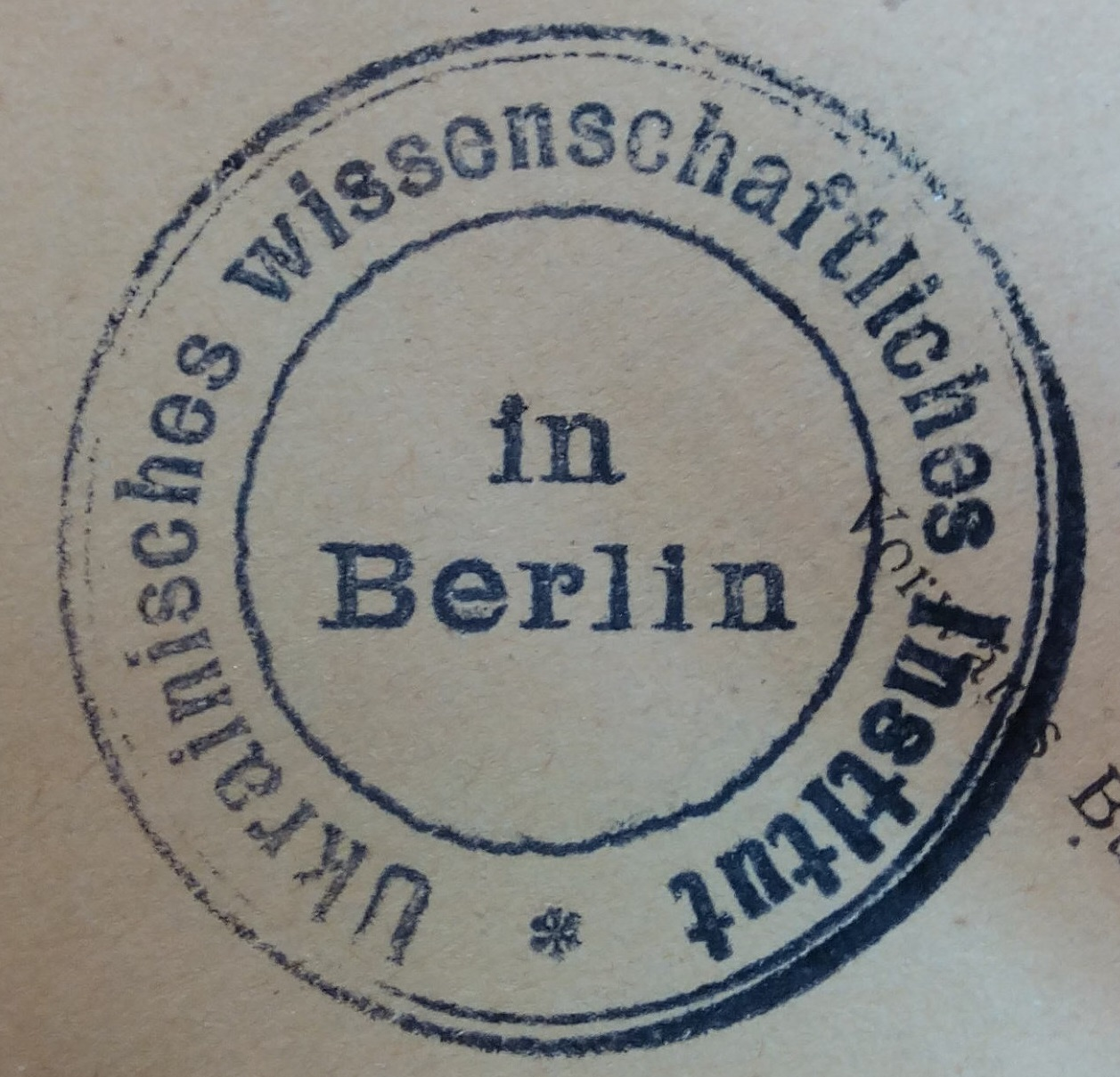
Печатка Українського наукового інституту в Берліні

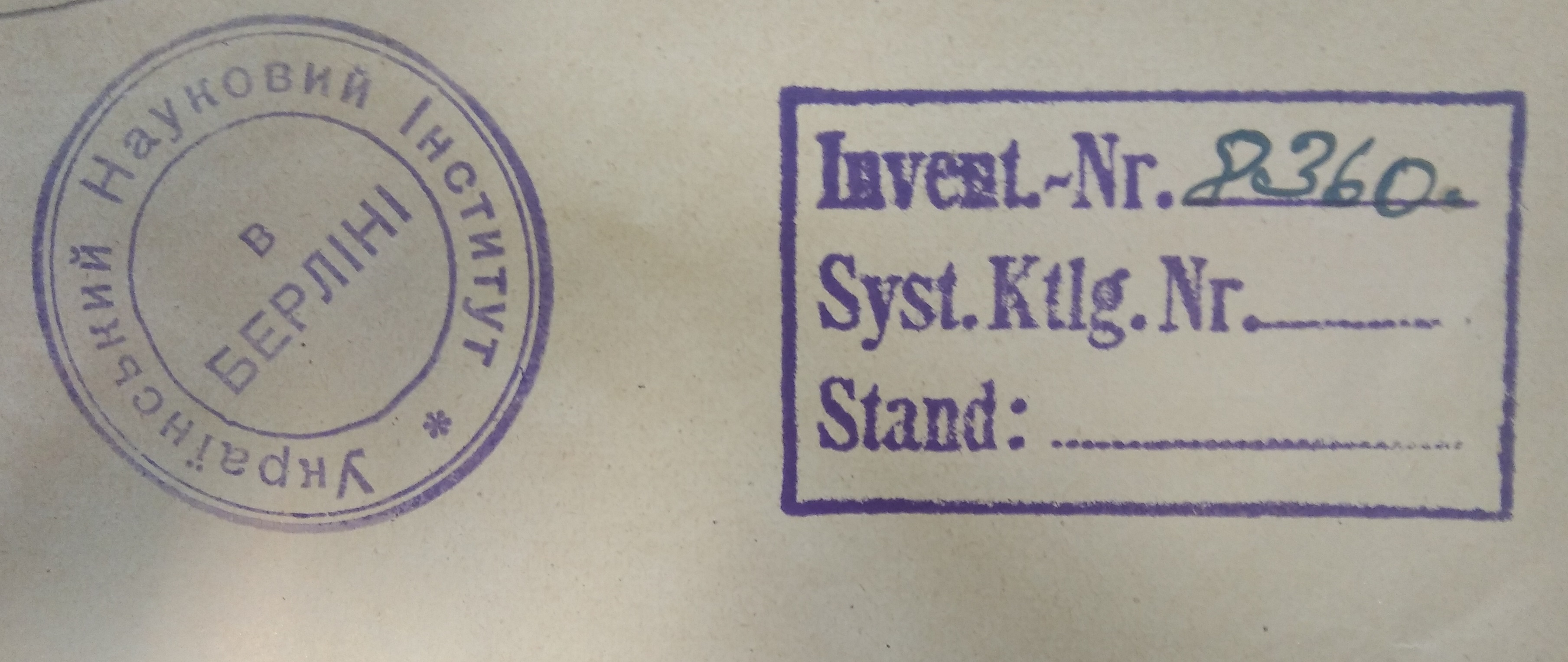
Штампи бібліотеки Українського наукового інституту

Інститут давав стипендії молодшим українським науковцям і студентам, які навчалися у закладах вищої освіти Німеччини й утримував студентський дім у Берліні.
Після окупації Берліна більшовиками 1945 інститут перестав існувати, а його бібліотека загинула.

## Cпівробітники
Членами і постійними науковими працівниками інституту були: Георг Шрайбер, З. Кузеля, (етнографія і краєзнавство), Б. Крупницький (історія), Р. 
Димінський (економіка), деякий час історики М. Антонович, І. Лоський, історик літератури М. Гнатишак.

## Праці
До 1931 року інститут видав три томи наукових праць «Abhandlungen» і два томи інформативних матеріалів «Mitteilungen» (1927 і 1928). З 1932 видання інституту мали переважно інформативно-науковий характер: «Beiträge zur Ukraine-Kunde» (невеликі брошури, здебільша доповіді, виголошені в інституті); інформативний місячник «Ukrainische Kulturberichte» для інформації чужинців про культурне життя в Україні (у 1933—1940 роках) і українське видання «Вісті Українського Наукового Інституту у Берліні» (ред. З. Кузеля). У 1941 з'явився підручник українознавства німецькою мовою «Handbuch der Ukraine» (ред. І. Мірчук); вийшли також посібники з історії України Б. Крупницького «Geschichte der Ukraine» (1939 і 1943) й української мови Я. Рудницького. Словниковий відділ опрацював низку словників, з яких найважливішим є великий «Німецько-український словник» Кузелі-Рудницького.

### Книжкові видання
- M. Hnatyschak. Katalog der Ucrainica in der Abteilung "Ukraine im Lichte der deutschen Presse und Literatur" der Internationalen Presse-Ausstellung 1928 in Köln. Berlin, 1928.
- Katalog der Ausstellung ukrainischer Graphik in der Staatlichen Kunstbibliothek vom 5. bis 26. Februar 1933. Berlin, 1933.
- B. Krupnyckyj. Geschichte der Ukraine. Leipzig: Otto Harrassowitz, 1939 [2-е вид. 1943].
- Deutsch-ukrainisches Taschenwörterbuch = Українсько-німецький кишеньковий словник. Leipzig: Otto Harrassowitz, 1939 [3-е вид. 1943].
- Die Westukraine. Berlin, 1939.
- Handbuch der Ukraine. Hrsg. v. J. Mirtschuk. Leipzig: Otto Harrassowitz, 1941.
- B. Krupnyckyj. Hetman Mazepa und seine Zeit. Leipzig: Otto Harrassowitz, 1942.
- Ukrainisch-deutsches Wörterbuch = Украïнсько-нiмецький словник. Leipzig: Otto Harrassowitz, 1943.
- V. Petrov. Grundprobleme des Studiums der primitiven Volkskunde. Aus dem Ukrainischen von Therese Woywod. Berlin, 1944.
- Petrenko P. Hryhorij Kwitka im Prozess der Wiedergeburt des ukrainischen Volkes. Berlin, 1944.
- J. Mirtschuk. Die ukrainische Kultur in ihrem geschichtlichen Werden. Berlin, 1944.
- B. Krupnyckyj. Beiträge zur Ideologie der “Istorija Rusov” (der Geschichte der Reussen). Berlin, 1945.